# 아메드 존슨
아메드 존슨(Ahmed Johnson, 1963년 6월 6일 ~ )은 본명은 앤써니 노리스(Anthony Norris)다. 미국의 남자 전 프로레슬링선수다. 1982년 프로레슬링 입문으로 그는 2003년 은퇴를 한다. 그는 키가 187cm(6 ft 2 in) 몸무게는 138kg(305 lb)이다. 매우 체격이 엄청크다. 피니쉬는 펄 리버 플런지(싯아웃 더블 언더훅 파워밤), 엘보우 드롭, 레그 드롭, 백 엘보우 스매쉬, 싯아웃 넥브레이커 슬램, 페이스버스터, 파이어맨즈 캐리 슬램, 더블 언더훅 디디티라는 사용을 한다.

## Professional wrestling highlights
- Finishing moves
  - Back elbow smash - 1986-1988
  - Double underhook DDT - 1988-1990
  - Elbow drop - 1982-1984
  - Facebuster - 1990-1992
  - Fireman's carry slam - 1994-1995
  - Leg drop - 1984-1986
  - Pearl River Plunge (Sitout double underhook powerbomb) - 1995-2003
  - Sitout neckbreaker slam - 1992-1994
- Signature moves
  - Body slam
  - Delayed brainbuster
  - Jumping powerslam
  - Lifting spinebuster
  - Military press slam
  - Multiple kick variations
    - Jumping bicycle
    - Running scissors
    - Spinning heel

  - Running clothesline
  - Side slam
  - Spinning suplex slam
- Managers
  - Cash/Kash
  - Clarence Mason/J Biggs
  - Skandor Akbar
- Entrance themes
  - "Pearl River Rip" by Jim Johnston (WWF; 1995-1998)

## 수상
- PWI 랭크드 힘 #5 오브 더 탑 500 싱글즈 레슬링 인 더 PWI 500 인 1996
- PWI 랭크드 힘 #380 오브 더 500 베스트 싱글즈 레슬링 오브 더 PWI 이열즈 인 2003
- PWI 임푸르트 레슬러 오브 더 이열 (1996)
- TAP 월드 헤비웨이트 챔피언 (1회)
- USWA 월드 유니파이드 헤비웨이트 챔피언 (1회)
- WWF 월드 인터콘티넨탈웨이트 챔피언 (1회)
- 쿠웨이트 컵 (1996)
- 슬래미 어워드 (1996)
  - 뉴 센세이션 오브 더 써클 (1996)
- 워스트 온 인터뷰즈 (1996, 1997)